# Cantó de Saint-Pierre-2
El cantó de Saint-Pierre-2 és un cantó de l'illa de la Reunió, regió d'ultramar francesa de l'oceà Índic. Correspon a una fracció de la comuna de Saint-Pierre.

## Història
| Data d'elecció | Identitat             | Partit |
| -------------- | --------------------- | ------ |
| 2001 -         | André-Maurice Pihouée |        |